# Lema de Itō
Em matemática, o lema de Itō é uma identidade usada em cálculo de Itō para encontrar a diferencial de uma função dependente do tempo de um processo estocástico. É o análogo em cálculo estocástico da regra da cadeia do cálculo comum. Pode ser heuristicamente derivado pela formação da expansão da série de Taylor de uma função, separando suas derivadas de segunda ordem e retendo termos até a primeira ordem no incremento do tempo e a segunda ordem no incremento de processo de Wiener. O lema é amplamente empregado em matemática financeira e sua aplicação mais conhecida é a derivação da equação de Black-Scholes para valores de opção.
O lema de Itō, que recebe este nome em homenagem a Kiyoshi Itō, é ocasionalmente referido como o teorema de Itō-Doeblin em reconhecimento ao trabalho postumamente descoberto de Wolfgang Döblin.
Enquanto o lema de Itō foi provado por Kiyoshi Itō, o teorema de Itō, um resultado em teoria dos grupos, recebe este nome devido a Noboru Itō.

## Derivação informal
Uma prova formal do lema se baseia em tomar o limite de uma sequência de variáveis aleatórias. Esta abordagem não é apresentada aqui, já que envolve uma série de detalhes técnicos. Em vez disto, segue abaixo um esboço de como se pode derivar o lema de Itō ao expandir uma série de Taylor e aplicar as regras do cálculo estocástico.
Considere Xt um processo de tendência-difusão de Itō que satisfaz à equação diferencial estocástica
{\displaystyle dX_{t}=\mu _{t}\,dt+\sigma _{t}\,dB_{t},}
em que Bt é um processo de Wiener. Se f(t,x) for uma função escalar duplamente diferenciável, sua expansão em uma série de Taylor é
{\displaystyle df={\frac {\partial f}{\partial t}}\,dt+{\frac {\partial f}{\partial x}}\,dx+{\frac {1}{2}}{\frac {\partial ^{2}f}{\partial x^{2}}}\,dx^{2}+\cdots .}
Substituindo Xt por x e μt dt + σt dBt por dx temos
{\displaystyle df={\frac {\partial f}{\partial t}}\,dt+{\frac {\partial f}{\partial x}}(\mu _{t}\,dt+\sigma _{t}\,dB_{t})+{\frac {1}{2}}{\frac {\partial ^{2}f}{\partial x^{2}}}\left(\mu _{t}^{2}\,dt^{2}+2\mu _{t}\sigma _{t}\,dt\,dB_{t}+\sigma _{t}^{2}\,dB_{t}^{2}\right)+\cdots .}
No limite dt → 0, os termos dt2 e dt dBt tendem a zero mais rapidamente que dB2, que é O(dt). Configurando os termos dt2 e dt dBt a zero, substituindo dt por dB2 e coletando os termos dt e dB, obtemos
{\displaystyle df=\left({\frac {\partial f}{\partial t}}+\mu _{t}{\frac {\partial f}{\partial x}}+{\frac {\sigma _{t}^{2}}{2}}{\frac {\partial ^{2}f}{\partial x^{2}}}\right)dt+\sigma _{t}{\frac {\partial f}{\partial x}}\,dB_{t}}
como exigido.

## Formulação matemática do lema de Itō
Nas subseções seguintes, são discutidas versões de lema de Itō para diferentes tipos de processos estocásticos.

### Processos de tendência-difusão (drift-diffusion) de Itō
Em sua forma mais simples, o lema de Itō afirma que, para um processo de tendência-difusão de Itō
{\displaystyle dX_{t}=\mu _{t}\,dt+\sigma _{t}\,dB_{t}}
em que {\displaystyle dB_{t}} é a diferencial do movimento Browniano. Para qualquer função escalar duplamente diferenciável f(t,x) de duas variáveis reais t e x, tem-se 
{\displaystyle df(t,X_{t})=\left({\frac {\partial f}{\partial t}}+\mu _{t}{\frac {\partial f}{\partial x}}+{\frac {\sigma _{t}^{2}}{2}}{\frac {\partial ^{2}f}{\partial x^{2}}}\right)dt+\sigma _{t}{\frac {\partial f}{\partial x}}\,dB_{t}.}
Isto imediatamente implica que f(t,Xt) é um processo de tendência-difusão de Itō.
Em dimensões mais elevadas, se {\displaystyle \mathbf {X} _{t}=(X_{t}^{1},X_{t}^{2},\ldots ,X_{t}^{n})^{T}} é um vetor de processo de Itō, tal que
{\displaystyle d\mathbf {X} _{t}={\boldsymbol {\mu }}_{t}\,dt+\mathbf {G} _{t}\,d\mathbf {B} _{t}}
para um vetor {\displaystyle {\boldsymbol {\mu }}_{t}} e uma matriz {\displaystyle \mathbf {G} _{t}}, o lema de Itō afirma então que
{\displaystyle {\begin{aligned}df(t,\mathbf {X} _{t})&={\frac {\partial f}{\partial t}}\,dt+\left(\nabla _{\mathbf {X} }f\right)^{T}\,d\mathbf {X} _{t}+{\frac {1}{2}}\left(d\mathbf {X} _{t}\right)^{T}\left(H_{\mathbf {X} }f\right)\,d\mathbf {X} _{t},\\&=\left\{{\frac {\partial f}{\partial t}}+\left(\nabla _{\mathbf {X} }f\right)^{T}{\boldsymbol {\mu }}_{t}+{\frac {1}{2}}{\text{Tr}}\left[\mathbf {G} _{t}^{T}\left(H_{\mathbf {X} }f\right)\mathbf {G} _{t}\right]\right\}dt+\left(\nabla _{\mathbf {X} }f\right)^{T}\mathbf {G} _{t}\,d\mathbf {B} _{t}\end{aligned}}}
em que ∇X f é o gradiente de f em relação a X, HX f é a matriz hessiana de f em relação a X, e Tr é o operador traço.

### Processo de salto de Poisson
Também é possível definir funções relativas a processos estocásticos descontínuos.
Considere h a densidade do salto. O modelo de processo de Poisson para saltos diz que a probabilidade de um salto no intervalo [t, t + Δt] é hΔt mais termos de ordem mais elevada. h pode ser uma constante, uma função determinística do tempo ou um processo estocástico. A probabilidade de sobrevivência ps(t) é a probabilidade de que nenhum salto ocorra no intervalo [0, t]. A mudança na probabilidade de sobrevivência é
{\displaystyle dp_{s}(t)=-p_{s}(t)h(t)\,dt.}
Então
{\displaystyle p_{s}(t)=\exp \left(-\int _{0}^{t}h(u)\,du\right).}
Considere S(t) um processo estocástico descontínuo. {\displaystyle S(t^{-})} é o valor de {\displaystyle S} conforme se aproxima {\displaystyle t} a partir da esquerda. {\displaystyle d_{j}S(t)} é a mudança não infinitesimal em S(t) como um resultado de um salto. Então
{\displaystyle d_{j}S(t)=\lim _{\Delta t\to 0}(S(t+\Delta t)-S(t^{-}))}
Considere {\displaystyle z} a magnitude do salto e {\displaystyle \eta (S(t^{-}),z)} a distribuição de probabilidade de {\displaystyle z}. A magnitude esperada do salto é
{\displaystyle E[d_{j}S(t)]=h(S(t^{-}))\,dt\int _{z}z\eta (S(t^{-}),z)\,dz.}
Defina {\displaystyle dJ_{S}(t)}, um processo compensado e martingale, como
{\displaystyle dJ_{S}(t)=d_{j}S(t)-E[d_{j}S(t)]=S(t)-S(t^{-})-\left(h(S(t^{-}))\int _{z}z\eta \left(S(t^{-}),z\right)\,dz\right)\,dt.}
Então
{\displaystyle d_{j}S(t)=E[d_{j}S(t)]+dJ_{S}(t)=h(S(t^{-}))\left(\int _{z}z\eta (S(t^{-}),z)\,dz\right)dt+dJ_{S}(t).}
Considere uma função {\displaystyle g(S(t),t)} do processo de salto dS(t). Se S(t) salta Δs, então g(t) salta Δg. Δg é tirado da distribuição {\displaystyle \eta _{g}()} que pode depender de {\displaystyle g(t^{-})}, dg e {\displaystyle S(t^{-})}. A parte de salto de {\displaystyle g} é
{\displaystyle g(t)-g(t^{-})=h(t)\,dt\int _{\Delta g}\,\Delta g\eta _{g}(\cdot )\,d\Delta g+dJ_{g}(t).}
Se {\displaystyle S} contém tendência, difusão e salto, então o lema de Itō para {\displaystyle g(S(t),t)} é
{\displaystyle dg(t)=\left({\frac {\partial g}{\partial t}}+\mu {\frac {\partial g}{\partial S}}+{\frac {\sigma ^{2}}{2}}{\frac {\partial ^{2}g}{\partial S^{2}}}+h(t)\int _{\Delta g}\left(\Delta g\eta _{g}(\cdot )\,d{\Delta }g\right)\,\right)dt+{\frac {\partial g}{\partial S}}\sigma \,dW(t)+dJ_{g}(t).}
O lema de Itō para um processo que é a soma de processo de tendência-difusão e um processo de salto é simplesmente a soma do lema de Itō para as partes individuais.

### Semimartingales não contínuos
O lema de Itō também pode ser aplicado a semimartingales gerais de {\displaystyle d} dimensões, que não precisam ser contínuos. Em geral, um semimartingale é um processo càdlàg e um termo adicional precisa ser adicionado à fórmula para garantir que os saltos do processo estejam corretamente dados pelo lema de Itō. Para qualquer processo càdlàg Yt, o limite à esquerda em {\displaystyle t} é denotado por Yt−, que é um processo contínuo à esquerda. Os saltos são escritos como ΔYt = Yt − Yt−. Então, o lema de Itō afirma que, se X = (X1, X2, ..., Xd) for um semimartingale de {\displaystyle d} dimensões e {\displaystyle f} for uma função de valores reais duplamente e continuamente diferenciável em Rd, então, {\displaystyle f(X)} é um semimartingale e
{\displaystyle {\begin{aligned}f(X_{t})&=f(X_{0})+\sum _{i=1}^{d}\int _{0}^{t}f_{i}(X_{s-})\,dX_{s}^{i}+{\frac {1}{2}}\sum _{i,j=1}^{d}\int _{0}^{t}f_{i,j}(X_{s-})\,d[X^{i},X^{j}]_{s}\\&\qquad +\sum _{s\leq t}\left(\Delta f(X_{s})-\sum _{i=1}^{d}f_{i}(X_{s-})\,\Delta X_{s}^{i}-{\frac {1}{2}}\sum _{i,j=1}^{d}f_{i,j}(X_{s-})\,\Delta X_{s}^{i}\,\Delta X_{s}^{j}\right).\end{aligned}}}
Isto difere da fórmula para semimartingales contínuos pelo termo adicional somando ao longo dos saltos de {\displaystyle X}, garantindo que o salto do lado direito no tempo {\displaystyle t} seja {\displaystyle \Delta f(X_{t})}.

#### Processos de salto não contínuos múltiplos
Também há uma versão disto para um função {\displaystyle f} duplamente e continuamente diferenciável no espaço e unicamente diferenciável no tempo avaliado em semimartingales (potencialmente diferentes) não contínuos que pode ser escrita da seguinte forma:
{\displaystyle {\begin{aligned}f(t,X_{t}^{1},...,X_{t}^{d})&=f(0,X_{0}^{1},...,X_{0}^{d})+\int _{0}^{t}{\dot {f}}({s_{-}},X_{s_{-}}^{1},...,X_{s_{-}}^{d})d{s}\\&+\sum _{i=1}^{n}\int _{0}^{t}f_{i}({s_{-}},X_{s_{-}}^{1},...,X_{s_{-}}^{d})\,dX_{s}^{(c,i)}\\&+{\frac {1}{2}}\sum _{i_{1},..,i_{d}=1}^{d}\int _{0}^{t}f_{i_{1},..,i_{d}}({s_{-}},X_{s_{-}}^{1},...,X_{s_{-}}^{d})\,dX_{s}^{(c,i_{1})}...X_{s}^{(c,i_{d})}\\&+\sum _{0<s\leq t}\left[f(s,X_{s}^{1},...,X_{s}^{d})-f({s_{-}},X_{s_{-}}^{1},...,X_{s_{-}}^{d})\right]\end{aligned}}}
Em que {\displaystyle X^{c,i}} denota a parte contínua do {\displaystyle i}-ésimo semimartingale.

## Exemplos

### Movimento browniano geométrico
Um processo {\displaystyle S} segue um movimento browniano geométrico com volatilidade constante {\displaystyle \sigma } e deriva constante {\displaystyle \mu } se satisfizer à equação diferencial estocástica dS = S(σdB + μdt) para um movimento browniano {\displaystyle B}. Aplicando-se o lema de Itō com {\displaystyle f(S)=log(S)}, temos
{\displaystyle {\begin{aligned}d\log(S)&=f^{\prime }(S)\,dS+{\frac {1}{2}}f^{\prime \prime }(S)S^{2}\sigma ^{2}\,dt\\&={\frac {1}{S}}\left(\sigma S\,dB+\mu S\,dt\right)-{\frac {1}{2}}\sigma ^{2}\,dt\\&=\sigma \,dB+\left(\mu -{\tfrac {\sigma ^{2}}{2}}\right)\,dt.\end{aligned}}}
Segue-se disto
{\displaystyle \log(S_{t})=\log(S_{0})+\sigma B_{t}+\left(\mu -{\tfrac {\sigma ^{2}}{2}}\right)t,}
e a exponenciação dá para {\displaystyle S} a expressão
{\displaystyle S_{t}=S_{0}\exp \left(\sigma B_{t}+\left(\mu -{\tfrac {\sigma ^{2}}{2}}\right)t\right).}
O tempo de correção de − ⁠σ2/2⁠ corresponde à diferença entre a mediana e a média da distribuição log-normal ou, equivalentemente a esta distribuição, a média geométrica e a média aritmética, sendo a mediana (média geométrica) mais baixa. Isto se deve à desigualdade das médias e corresponde ao logaritmo sendo convexo para baixo, então o termo de correção pode, portanto, ser interpretado como uma correção de convexidade. Isto é uma versão infinitesimal do fato de que o retorno anualizado é menor que o retorno médio, sendo diferença proporcional à variância.
O mesmo fator de ⁠σ2/2⁠ aparece nas variáveis auxiliares {\displaystyle d_{1}} e {\displaystyle d_{2}} da fórmula de Black-Scholes e pode ser interpretado como uma consequência do lema de Itō.

### Exponencial de Doléans-Dade
O exponencial de Doléans-Dade (ou exponencial estocástico) de um semimartingale contínuo {\displaystyle X} pode ser definido como a solução da equação diferencial estocástica dY  = Y dX com condição inicial Y0 = 1. É às vezes denotado como Ɛ(X). Aplicando-se o lema de Itō com {\displaystyle f(Y)=log(Y)}, temos
{\displaystyle {\begin{aligned}d\log(Y)&={\frac {1}{Y}}\,dY-{\frac {1}{2Y^{2}}}\,d[Y]\\&=dX-{\tfrac {1}{2}}\,d[X].\end{aligned}}}
A exponenciação dá a solução
{\displaystyle Y_{t}=\exp \left(X_{t}-X_{0}-{\tfrac {1}{2}}[X]_{t}\right).}

### Fórmula de Black-Scholes
O lema de Itō pode ser usado para derivar a fórmula de Black-Scholes para uma opção. Suponha que o preço de uma ação segue um movimento browniano geométrico dado pela equação diferencial estocástica dS = S(σdB + μ dt). Então, se o valor de uma opção no tempo {\displaystyle t} for {\displaystyle f(t,S_{t})}, o lema de Itō dá
{\displaystyle df(t,S_{t})=\left({\frac {\partial f}{\partial t}}+{\frac {1}{2}}\left(S_{t}\sigma \right)^{2}{\frac {\partial ^{2}f}{\partial S^{2}}}\right)\,dt+{\frac {\partial f}{\partial S}}\,dS_{t}.}
O termo {\displaystyle {\frac {\partial f}{\partial S}}\,dS_{t}} representa a variação no valor no tempo {\displaystyle dt} da estratégia de negociação que consiste em manter em carteira uma quantidade {\displaystyle {\frac {\partial f}{\partial S}}} da ação. Seguindo essa estratégia e considerando que qualquer quantidade de dinheiro mantida é remunerada à taxa livre de risco {\displaystyle r}, então o valor total {\displaystyle V} deste portfólio satisfaz à equação diferencial estocástica
{\displaystyle dV_{t}=r\left(V_{t}-{\frac {\partial f}{\partial S}}S_{t}\right)\,dt+{\frac {\partial f}{\partial S}}\,dS_{t}.}
Esta estratégia replica a opção se {\displaystyle V=f(t,S)}. A combinação destas equações resulta na famosa equação de Black-Scholes
{\displaystyle {\frac {\partial f}{\partial t}}+{\frac {\sigma ^{2}S^{2}}{2}}{\frac {\partial ^{2}f}{\partial S^{2}}}+rS{\frac {\partial f}{\partial S}}-rf=0.}